# Chavigny-Bailleul
Chavigny-Bailleul è un comune francese di 529 abitanti situato nel dipartimento dell'Eure nella regione della Normandia.

## Società

### Evoluzione demografica
Abitanti censiti